# ADGRE5
ADGRE5 (synonym CD97) ist ein Oberflächenprotein aus der Gruppe der G-Protein-gekoppelten Rezeptoren.

## Eigenschaften
Der ADGRE5 wird von vielen Zelltypen gebildet, darunter verstärkt von den meisten hämatopoetischen Zellen und Zellen der glatten Muskulatur. Daneben wird es von verschiedenen Tumoren erzeugt, wie der des Thymus, des Colons, des Magens, der Speiseröhre der Mundhöhle und des Pankreas. Die Bildung ist bei multipler Sklerose, Entzündungen und bei Arthritis im Bindegewebe verstärkt. ADGRE5 ist ein heptahelikaler Rezeptor aus der Untergruppe der Adhesion-GPCR. Adhesion-GPCR besitzen eine große extrazelluläre Domäne, die über eine GAIN-Proteindomäne mit den sieben Transmembrandomänen verbunden ist. ADGRE5 ist glykosyliert und phosphoryliert. Am N-Terminus befinden sich mehrere EGF-artige Proteindomänen. Durch alternatives Spleißen werden drei Varianten erzeugt. Durch Proteolyse werden zwei Fragmente des ADGRE5 gebildet. Vermutlich ist er an der Bildung von Zellkontakten und der Zellmigration von Leukozyten beteiligt. ADGRE5 bindet an Chondroitinsulfat und an CD55.
ADGRE5 ist an der Invasion von Tumoren beteiligt und eine verstärkte Bildung ist ein negativer Prognosefaktor. Die unterschiedlichen Isoformen besitzen unterschiedliche Funktionen für Tumoren. Die kleine EGF(1,2,5)-Isoform fördert die Metastasierung von Magenkrebs während die größte Isoform EGF(1-5) die Metastasierung hemmt.